# Mattie Lee Price
Mattie Lee Price (condado de Bartow, Georgia, 1869–1899) fue una artista de circo e ilusionista estadounidense y segunda chica maravilla de Georgia, de finales del siglo XIX, cuyo espectáculo implicaba proezas de fuerza. Tenía sólo 14 años cuando se convirtió en la segunda de las Georgia Wonder Girls (chicas maravilla de Georgia) que surgió de Georgia (Estados Unidos), durante el invierno de 1883-1884.
Las Georgia Wonder Girls eran espectáculos anteriores al vodevil en los que las jóvenes realizaban proezas de fuerza, normalmente enfrentadas a hombres. Utilizaban técnicas de fulcro y palanca para levantar a hombres pesados en sillas, arrancar palos de nogal de las manos de hombres fuertes y otras similares. Había variaciones del acto que incluían pruebas de equilibrio. Lulu Hurst (nacida Lula Hurst), del condado de Polk, que tenía 15 años cuando empezó a actuar, fue la iniciadora del fenómeno. Realizó una demostración de magia en la granja de su padre a finales de diciembre de 1883. Dixie Haygood, cuyo nombre artístico era Annie Abbott, también fue una famosa ilusionista de Georgia que realizaba un número casi idéntico.

## Trayectoria
Mattie Lee Price nació el 19 de mayo de 1869 en algún lugar cercano a Rome (Georgia). Su madre era Rhoda P. McAbee y su padre era George Washington Price. Los padres de Mattie se casaron en el Condado de Floyd (Georgia), en 1868. La madre y dos hermanos de Price murieron en algún incidente desconocido alrededor de 1874. Elizabeth Penland se convirtió en su madrastra.
Fue la más joven de las Maravillas de Georgia en 1884, y a pesar de su aspecto delgado, podía realizar números de fuerza. Hizo su primera aparición pública a finales de enero de 1884 en la Academia de Stilesboro, en el pueblo de Stilesboro (Georgia). Dado que Hurst sólo vivía a unos kilómetros de Price, se supone que la vio actuar y fue capaz de imitar el número inmediatamente.
Se formó una empresa en Cartersville (Georgia), para promocionar a Price y ponerla de gira. La compañía estaba formada por el coronel A. P. Wofford, Patillo y Dock Cunyus. Su padre contrató el espectáculo de su hija con la compañía por 10 000 dólares al año. La sociedad anónima que tenía a Price bajo contrato fue demandada por el Museo Harris Mammoth de Cincinnati en junio de 1884 en el Tribunal de Primera Instancia del Condado de Hamilton (Ohio), Harris vs. Cumyns. La sociedad anónima de Cartersville vendió posteriormente el contrato de Price a R.E.J. Miles de Cincinnati. Tras este pleito y la disolución de la sociedad anónima, el nombre de Mattie Price no volvió a aparecer en el periódico de Cartersville.
Lee Price era analfabeta y nunca había montado en tren antes de su debut con las Georgia Wonder Girls. Durante 1884, actuó en Georgia, Tennessee, Kentucky, Ohio, Minnesota, Pensilvania, Utah, Kansas, Nueva York, Illinois y Maryland. Viajaba con su padre y algún que otro representante masculino. Cuando el contrato con R.E.J. Miles expiró a principios de 1885, Price y su padre regresaron a Georgia y recorrieron el sur haciendo demostraciones. Se casó con Samuel Wise el 28 de noviembre de 1885 en Madison (Florida). Se casó tres veces más con William W. White (1888), Louis Barella (1894) y Louis Aronson.
Hurst, la iniciadora de las Georgia Wonder, se casó con Paul Atkinson, en el Condado de Polk (Georgia), el 9 de febrero de 1887 y nunca regresó a los escenarios.
A finales de 1891 y principios de 1892, Lee Price estuvo en Irlanda, Escocia, Gales, e Inglaterra haciendo demostraciones. Abbott, también conocida como Dixie Haygood, estuvo en Europa presentando un número casi idéntico. Muchas chicas mostraban sus habilidades en innumerables lugares tanto de Europa como del continente norteamericano en aquella época.

Lee Price trabajó en varios museos y teatros de ópera y se unió a circos durante los meses de verano. Fue una de las artistas destacadas en la inauguración del Robinson's Musee, en Toronto (Canadá), en 1891. Después de que terminara la Exposición Colombina Mundial en 1893, estuvo en el mismo escenario que Harry Houdini en el museo Kohl & Middleton's South Clark Street de Chicago.  Houdini escribió sobre Mattie Lee Price y su eficaz director de marketing y marido, W.W. White, en sus libros Harry Houdini for Kids: His Life and Adventures y Miracle Mongers and Their Methods. 

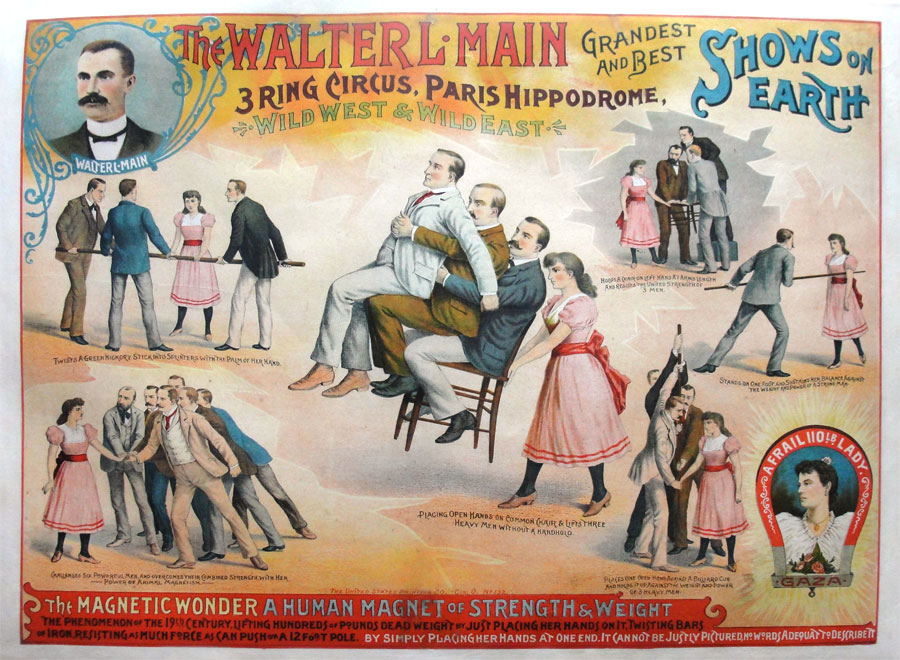
Cartel del circo Walter L. Main "Gaza" de 1894 (de la colección del circo Ken Hark).

A principios de 1894, empezó a utilizar "GAZA" o "Misteriosa GAZA" en lugar de su verdadero nombre. En Inglaterra se cuestionó se número del Casino Frank Hall de Chicago, Illinois, en enero de 1894, indicándoselas que era un acto de física más que de poder mágico, magnético o eléctrico. Se organizó un concurso entre el Brigg y Lee Price en el que, Brigg utilizó demostraciones, dibujos y un estereopticón para convencer al público de que podían utilizar estas mismas fuerzas físicas para enjaezar mejor a sus caballos y tirar de las cargas de manera más eficiente.
Poco después del asunto de Brigg, fue anunciada en el Circo Walter L. Main en 1894 como «Gaza, la mujer fuerte», en un cartel litográfico impreso para promocionarla: «La Maravilla Magnética un Imán Humano de Fuerza y Peso el fenómeno del siglo XIX, levantando cientos de libras de peso muerto con sólo colocar sus manos sobre él, retorciendo barras de hierro, resistiendo tanta fuerza como puede empujar un poste de 12 pies con sólo colocar sus manos en un extremo. No hay palabras adecuadas para describirlo».

En 1895 formó parte del concierto del Circo Barnum & Bailey. Aparecía como «Mattie Lee Price, La Gaza Misteriosa. The Georgia Wonder". Durante el verano de 1897, estuvo con el circo del Great Wallace Shows de Cincinnati, Ohio, y fue anunciada como “Gaza the Magnetic Girl”. 

1899 Londres, Inglaterra: Los prodigios incomparables de los fenómenos físicos y la gran presentación de maravillosas curiosidades humanas vivientes.

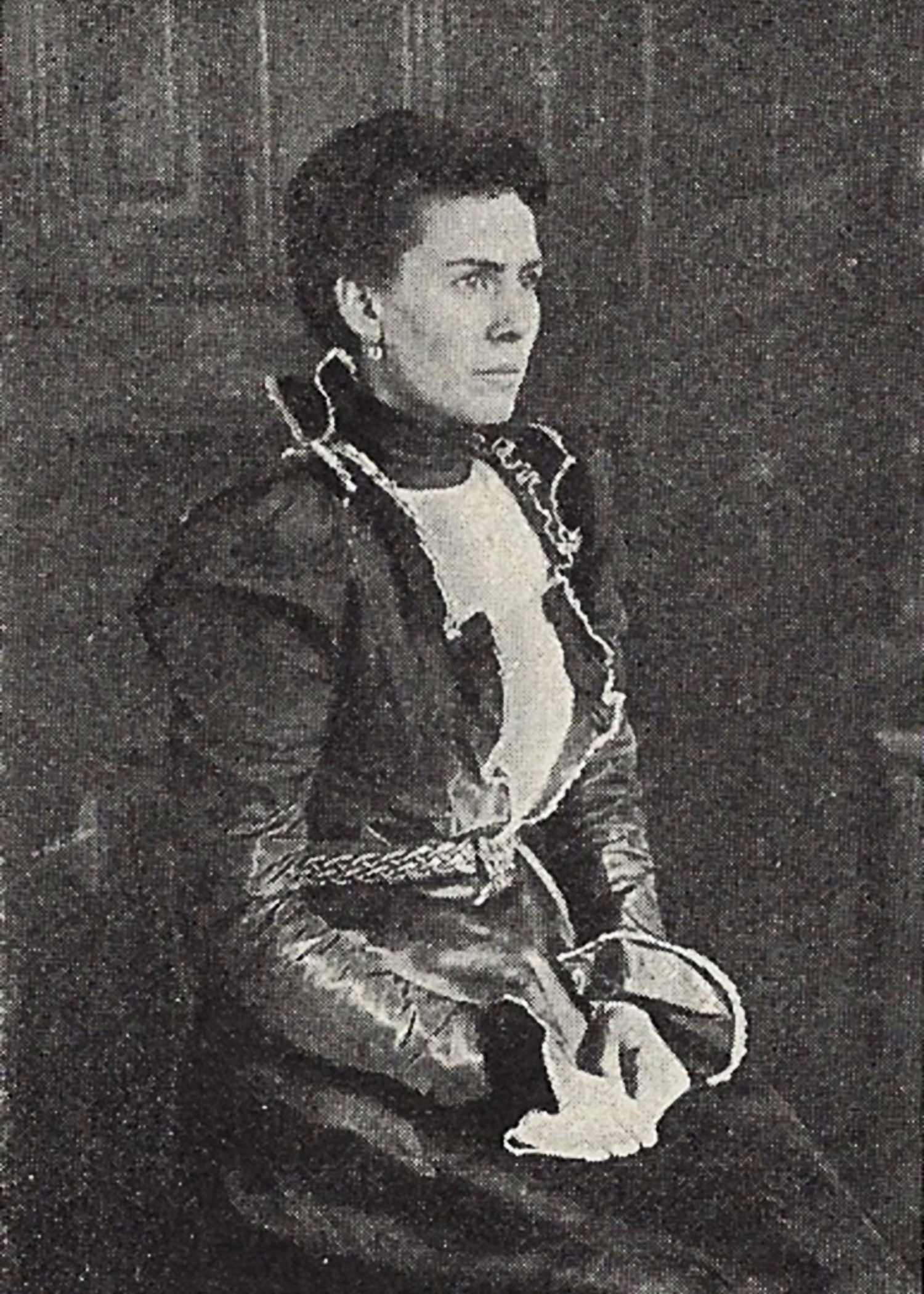
Mattie Lee Price: marzo de 1899, Londres, Inglaterra.

Formó parte del Barnum & Bailey en Londres, Inglaterra en 1898.
El 11 de marzo de 1899, falleció en el número 81 de Hammersmith Road, distrito de Fulham, Londres. Está enterrada en el antiguo cementerio de Fulham, Inglaterra, en una tumba sin nombre. A su funeral asistieron numerosos miembros de los espectáculo de rarezas. El funeral tuvo lugar el 13 de marzo a las 14.30 horas.
Tuvo dos hijos, Charles y Jeanette. Estaban con ella en Inglaterra cuando murió, recién llegados desde Nueva York. Tras la muerte de su madre, los niños quedaron huérfanos y fueron registrados como «huéspedes» en una granja de Lena (Wisconsin), en el censo federal de 1900.